# Grljan
Grljan (Servisch cyrillisch Грљан) is een plaats in de Servische gemeente Zaječar. De plaats telt 2839 inwoners (2002).